# Vic Viper
Vic Viper, también llamada Big Viper, es una nave espacial de combate que aparece en numerosos títulos de la compañía Konami. Su origen se dio en los Shoot'em Up de la saga Gradius, en los cuales Vic Viper ha sido casi siempre la nave protagonista. También ha tenido roles importantes en las series de crossovers Konami Wai Wai y Parodius, en las que aparece una versión más pequeña y caricaturizada de la nave. Vic Viper además tuvo rediseños importantes dentro de la saga Otomedius, en donde es el vehículo de batalla (Riding Viper) de Aoba Anoa; y en la saga Zone of the Enders, en donde es un robot tipo mecha (LEV) piloteado por Leo Stenbuck. En algunas localizaciones norteamericanas se le ha cambiado el nombre por el de Warp Rattler (en Gradius), M.A.X. (acrónimo de Modulated Artillery Exalter, en Gradius III) y Gradius (en la serie Yu-Gi-Oh!) y Vic Viper Bomber (en la serie Bomberman). 

## Información General
Vic Viper es el nombre que recibe una serie de naves del tipo caza espacial que aparecen en los distintos videojuegos de la saga Gradius. El diseño básico de cada Vic Viper es el de un avión caza con una característica parte frontal en la que el fuselaje se extiende a ambos lados de la cabina formando el aspecto de dos cuchillas, su color es casi siempre blanco con barras azules. 
Aunque parezca ser siempre la misma nave, en realidad cada juego transcurre en una época distinta y utiliza un modelo particular de Vic Viper con su propio número de serie. La característica que unifica a todas las naves de Gradius es un sistema de poderes (Power-Ups) que les permite ir mejorando su arsenal de ataques de forma personalizada al derrotar a los enemigos y así obtener modificaciones como disparos láser, escudos de energía o las clásicas esferas "Options". 
De acuerdo a la historia de la serie Gradius, la primera nave Vic Viper fue creada en el año 6653 por el Dr. Venom, quien trabajaba para el gobierno del Planeta Gradius del sistema solar Metalion. Aunque este científico posteriormente se reveló y se cambió al bando enemigo, su creación se convirtió en la máxima defensa de los Gradiusinos. En épocas posteriores se produjeron numerosas invasiones del maligno Imperio Bacterian a los planetas del sistema Metalion. Pero heroicos pilotos a bordo de la nave Vic Viper lograron repeler y destruir a esos enemigos. En estas guerras también combatieron naves similares aliadas como Lord British, Metalion, Jade Knight, y Falchion β. 
Además de su aparición en la saga Gradius, la compañía Konami llevó a la nave Vic Viper a muchas otras sagas en donde se la ha representado de formas muy distintas y originales: 
- En la saga Konami Wai Wai, Vic Viper aparece de manera muy similar a Gradius, aunque en forma más caricaturizada, como la nave que utilizan los héroes de Konami para combatir en el espacio.

- En la saga Parodius, aparece un Vic Viper en miniatura y regordete que básicamente es un personaje con vida propia y sin piloto que combate junto con los distintos guerreros espaciales que protagonizan la serie.

- En la serie Zone of the Enders, Vic Viper aparece como una nave que puede transformarse en un poderoso mecha androide como en los clásicos animes de robots gigantes.

- En la saga Yu-Gi-Oh!, la nave aparece bajo el nombre de "Gradius", como uno de los monstruos de las cartas, además puede ser asistido por cartas que representan a sus modificaciones de los juegos clásicos.

- En la saga Otomedius, Vic Viper funciona como una especie de aero-motocicleta de combate (Riding Vipers) que permite a la bella heroína Aoba Anoa volar y combatir como si fuera una nave espacial.

- En la saga Busou Shinki es una armadura de combate con aspecto de aeroplano que se fusiona a una chica androide para poder pelear.

- En la saga Bomberman es un robot Bomberman llamado Vic Viper Bomber que combate utilizando bombas.

### Modelos de Vic Viper
| Serie                       | Descripción y especificaciones | Tamaño y Peso |
| --------------------------- | --- | --- |
| Vic Viper BP-456X           | Utilizado en Gradius y Gradius Rebirth. Es el modelo original construido por el Dr. Venom y pilotado por James Burton. Tiene las características y armamento básicos. | Tamaño: 15m largo x 15,5m ancho x 6m alto, Peso: 38 T                                                            |
| Vic Viper BP-456Y           | Utilizado en Nemesis (Game Boy) y Gradius: The Interstellar Assault. Es una ligera variación del modelo original. | ? |
| Vic Viper BP-8332           | Utilizado en Salamander y Salamander 2. Este diseño tiene alas distintas similares a alas delta. Se le añaden nuevas armas como el Ripple Laser y Twin Missiles que también se encuentran en el Lord British. | ? |
| Vic Viper BP-8272 (Mark-II) | Utilizado en Gradius II Y Gradius IV. Es uno de los modelos más poderosos. Agrega armamento como el Spread Bomb, Armor Piercing y Floating Mine. | Tamaño: 19.8m largo x 15.2m ancho x 7.1m alto, Peso: 14.6 T, Velocidad máxima: Información clasificada           |
| Vic Viper Gaiden            | Utilizado en Gradius Gaiden. Tiene el armamento clásico. Forma un escuadrón con Lord British, Jade Knight, y Falchion β. | Tamaño: 21.64m largo x 14.70m ancho x 5.93m alto, Peso: 38 T, Velocidad máxima: 5.62c (1c = velocidad de la luz) |
| Vic Viper BP-592A           | Utilizado en Solar Assault. Tiene el armamento básico y se destaca por la habilidad de manipular libremente su velocidad. | ? |
| Vic Viper T-300             | Prototipo del modelo T-301. Fue cancelado por su inestabilidad. | ? |
| Vic Viper T-301             | Utilizado en Gradius V. Una versión futurista que marca el inicio de la serie "T". Se destaca por reducir su vulnerabilidad solo al área de la cabina y el control de sus "Options". Tiene la sorprendente habilidad de crear grietas en el espacio-tiempo. | ? |
| Vic Viper V-KM20            | Modelo sumamente extraño utilizado en el obscuro manga Gradius: Michi Tono Tatakai. | ? |
| SD Vic Viper                | Utilizado en la saga Parodius. Esta es una caricatura humorística del Vic Viper clásico, es más pequeña y de aspecto infantil. Esta versión de Vic Viper se caracteriza por tener vida propia y emociones, sin necesidad de un piloto. Mantiene todos los ataques clásicos. | ? |
| Vic Viper (Racer)           | Utilizado en Speed King NEO KOBE 2045. Una versión terrestre diseñada para competir en carreras futuristas. Su velocidad máxima es de unos excesivos 460km/h, que le vuelven muy difícil de controlar. Una versión miniatura de este vehículo aparece en Konamy Krazy Racers, con un aspecto similar al Vic Viper de Parodius. | ? |
| Vic Viper (LEV)             | Utilizado en Zone of the Enders: The 2nd Runner. Vic Viper es una unidad LEV, un mecha humanoide gigante, piloteado por Leo Stenbuck. Es el único de su clase con la habilidad de transformarse en una nave de combate. Tiene las habilidades clásicas de Twin Lasers, Gravity Bullets, Missiles, Ripple Lasers, Options y Shield. | ? |
| Vic Viper (Riding Viper)    | Utilizado en Otomedius y Otomedius Excellent. Este es un vehículo aero-espacial de combate piloteado por Aoba Anoa. Su diseño es mucho más diminuto que la nave clásica de Gradius y en cambio se asemeja más a una motocicleta pequeña. Tiene los ataques clásicos del Vic Viper como Double, Laser y Options. | ? |
| Vic Viper (Jet)             | Utilizado en el anime Sky Girls. Este es un jet de combate aéreo aún en fase de prototipo. Tiene un gran poder de ataque y la habilidad de usar "Options". Fue diseñado para combatir a las terribles criaturas llamadas "Worms". Existen varias unidades de colores distintos. | Tamaño: 12,02m largo x 10,38m ancho x 3,95m alto Peso: 22,8 T                                                    |
| Vic Viper (MMS Type)        | Modelo utilizado en el juego Busou Shinki: Battle Masters Mk. 2. El Vic Viper es una de las varias armaduras de batalla que se pueden fusionar con las chicas androides protagonistas y también transformarse. La armadura Vic Viper presenta dos modelos, uno color azul y otro color rojo, este último está en realidad basado en la nave Lord British. Tiene un modo armadura en el que se une a su portadora, un modo nave y un modo mecha en donde parece un robot androide. | ? |
| Vic Viper (Mecha)           | Modelo moderno del caza espacial Vic Viper utilizado en el juego Pachislot, Gradius: The Slot. Mantiene todos los ataques clásicos de la nave. | ? |
| Vic Viper (Type L)          | Modelo nuevo del caza espacial Vic Viper utilizado en el juego Salamander III. Fue creado con la tecnología de Gradius y los últimos avances científicos de Latis. | ? |

### Pilotos de Vic Viper
Una característica notable de la serie clásica Gradius es que nunca se muestra al piloto de la nave Vic Viper ni se hace mención a la historia dentro del videojuego. La gran excepción lo constituyen los juegos para MSX (sub-serie Nemesis) que sí desarrollan una historia y tienen al piloto James Burton como protagonista. En las otras sagas en donde apareció el Vic Viper, este ha sido piloteado por personajes muy diversos: 
- James Burton: Piloto legendario del Vic Viper en Nemesis y Gradius ReBirth. Fue a la edad de 17 años cuando tuvo su heroica batalla a bordo del Vic Viper en la que consiguió derrotar a las fuerzas Bacterian y salvar al Planeta Gradius.

- Equipo Konami: Un grupo de héroes que se reúnen en el juego Konami Wai Wai World. Debido a que el enemigo Waldar se encuentra en el espacio, utilizan a Vic Viper y TwinBee para combatirlo. El piloto puede ser cualquier personaje escogido por el jugador: Konami Man, Konami Lady, Goemon, King Kong, Mikey, Moai Alexandria, Getsu Fuuma y Simon Belmont.

- Rickle: Piloto del Vic Viper en Wai Wai World 2: SOS!! Paseri Jou. Es un androide de combate creado por el Dr. Cinnamon que debe rescatar a la Princesa Herb. Como la doncella está secuestrada en un castillo en el espacio, Rickle utiliza el Vic Viper para viajar hasta ese lugar, pero en el camino deberá enfrentarse a los Moais y un gigantesco Big Core.

- Goemon: Un ninja del Antiguo Edo, llega a pilotear el Vic Viper en el alocado animé Ganbare Goemon: Jigen Jou No Akumu del año 1991. En una escena, Goemon ingresa al mundo de Gradius, se convierte en un hábil piloto muy similar a James Burton, y se enfrenta a varios enemigos Bacterian. Su aliado Ebisumaru, también pilotea su propio Vic Viper.

- Leo Stenbuck: Piloto del Vic Viper en Zone of the Enders: The 2nd Runner. Leo es un joven piloto de los mechas llamados LEV. Con tan solo 13 años se convierte en piloto del LEV Jehuty pero posteriormente es forzado a abandonarlo y regresa dos años más tarde manejando el nuevo LEV, Vic Viper, el cual tiene la capacidad de convertirse en una nave de combate.

- Aoba Anoa: Piloto del Vic Viper en Otomedius y Otomedius Excellent. Es una alegre estudiante del colegio St. Gradius Academy, el cual también sirve como base de las fuerzas especiales que defienden la Tierra de los enemigos Bacterian con sus máquinas llamadas "Riding Viper". Cuando Aoba se sube al Vic Viper su cabello negro se vuelve color azul y adquiere un uniforme similar al diseño de la nave. Aoba tiene además un modo "Hyper" en donde su cabello se vuelve blanco y su máquina es el Metalion.

- Zin Hizaki: Piloto del Vic Viper en el anime Sky Girls. Es un experimentado piloto militar de 29 años. Es arrogante con los pilotos jóvenes, especialmente los de las fuerzas de "Sonic Divers". Combate contra los enemigos llamados WORMs.

- Vervietta: Piloto del MMS Type Vic Viper color azul en Busou Shinki: Battle Masters Mk. 2. Las iniciales de su nombre (VV) son las mismas que las de Vic Viper.

- Lirbiete: Piloto del MMS Type Vic Viper color rojo en Busou Shinki: Battle Masters Mk. 2. Las iniciales de su nombre (LB) son las mismas que las de Lord British.

- Ace: Piloto del Vic Viper en Gradius: The Slot. Es asistido por la piloto Minerva, que conduce al Lord British.

## Apariciones en videojuegos

### Saga Gradius
La saga Gradius es una serie de videojuegos Shoot'em up de vista lateral en donde el jugador controla a una nave espacial, generalmente el Vic Viper, que combate con los enemigos Bacterion a lo largo de difíciles niveles. 
- Gradius (1985 - Arcade, Multiplataforma): Vic Viper es la nave protagonista, aquí aparece por primera vez con sus ataques clásicos y su reconocida barra de Power-Ups con seis poderes.

- Salamander (1986 - Arcade, Multiplataforma): Vic Viper es la nave protagonista, esta vez recibe la ayuda de la nave Lord British, comandada por el segundo jugador. En la versión original usa un sistema de poderes convencional en donde solo necesita recoger ítems, mientras que en ediciones posteriores se le agregó la clásica barra de poderes de Gradius. Se usan por primera vez algunos niveles de vista aérea. Otra característica exclusiva es la capacidad de revivir inmediatamente, en el mismo lugar, tras perder una vida.

- Gradius II (1985 - Arcade, Multiplataforma): Gradius II (1988 - Arcade, Multiplataforma): Vic Viper es la nave principal. Esta vez se agrega la opción de escoger cuatro variantes distintas del Vic Viper, cada una con su propia configuración de armas. Un aspecto nuevo de la barra de poderes es que ahora algunos Power-Ups como Missile y Laser se pueden activar dos veces para conseguir una versión más poderosa de los mismos (Missile Level 2, Laser Level 2).

- Gradius III (1985 - Arcade, Multiplataforma): Vic Viper es la nave protagonista. En este juego se ha hecho más extensa la selección de armas del Vic Viper. Al igual que en Gradius 2, hay cuatro variantes distintas con armas exclusivas para escoger y además hay un nuevo "Edit Mode" que permite al jugador personalizar su propia configuración de armas, eligiendo entre distintas variantes para cada Power-Up. La barra de poder además tiene un séptimo poder denominado "!" que tiene efectos diversos según la elección del jugador.

- Nemesis (1990 - Game Boy): Vic Viper es la nave protagonista. Mantiene sus ataques convencionales del primer Gradius.

- Gradius: The Interstellar Assault (1991 - Game Boy): Vic Viper es la nave protagonista. En este juego se puede escoger entre tres variantes para los poderes de Missile, Laser y Double.

- Salamander 2 (1996 - Arcade, Saturn, PlayStation, PSP): Al igual que el Salamander original, este abandona la barra de poder por un sistema más convencional que permite obtener poderes al tocar ítems variados. También incluye niveles de vista lateral y de vista aérea. El Vic Viper es el primer jugador y Super Cobra es la nave del segundo.

- Gradius Gaiden (1997 - PlayStation, PSP): El jugador puede escoger entre las naves Vic Viper, Lord British, Jade Knight y Falchion β; cada una con su propio arsenal de armas. Vic Viper mantiene sus ataques clásicos y la única variante que se le puede escoger es el tipo de escudo. En este juego además se introduce la posibilidad de cambiar el orden de la barra de poderes para comodidad de jugador.

- Solar Assault (1997 - Arcade): El primer juego en 3D de Gradius, utiliza una forma de juego estilo Rail Shooter. Vic Viper es una de las naves seleccionables junto a Lord British y Alpinia. Este juego además se caracteriza por tener por primera vez una barra de vida, que permite a la nave resistir varios golpes, y la habilidad de controlar la velocidad de la nave libremente sin la necesidad de Speed-Ups.

- Gradius IV Fukkatsu (1998 - Arcade): Vic Viper es la nave protagonista. El jugador puede escoger entre seis variantes de la nave con distintos Power-Ups, cuatro de ellas son las mismas de Gradius II, mientras que dos son originales y presentan nuevas armas.

- Gradius Galaxies (2001 - GBA): Un tradicional videojuego de Gradius en donde el jugador puede escoger entre cuatro variaciones del Vic Viper, cada una con distinta configuración de Power-Ups. Esta es la primera vez en la que Vic Viper tiene un color distinto según la configuración escogida: Color clásico (Balanced Type), Color rojo (Wide Area Type), Color verde (Power Type) y color púrpura (Air-to-ground Type).

- Gradius V (2004 - PlayStation 2): Juego protagonizado por el Vic Viper que incluye varias novedades. Por primera vez un juego de Gradius incluye la capacidad de revivir al instante, en el mismo lugar, tras perder una vida. También se ha reducido la vulnerabilidad de Vic Viper, que ahora solo se destruye si es golpeado en la parte de la cabina. Al igual que en juegos anteriores, se puede escoger varias configuraciones de Power-Ups y además tiene un "Edit Mode" secreto que permite personalizar el arsenal de Vic Viper a gusto. Otra destacada novedad es la habilidad de controlar a los Options (Múltiples) de diversas formas e incluso ajustar la dirección hacia donde disparan.

- Gradius NEO (2004 - Móvil): Juego protagonizado por el Vic Viper. La adición más importante es una segunda barra de Options junto a la barra de poder, que se activa al recoger cápsulas verdes. Esta barra permite cambiar el modo de ataque de los "Options" para ejecutar ataques especiales, como por ejemplo, unir al frente a las cuatro Options para disparar entre todas un rayo gigantesco.

- Gradius ReBirth (2008 - Wii): Juego protagonizado por el Vic Viper con un estilo clásico. El piloto de la nave es James Burton, quien combate a los malvados enemigos Bacterian. El juego utiliza el modelo Vic Viper BP-456X del primer juego, esta nave se caracteriza por tener una inteligencia artificial llamada Gaudie, que le da instrucciones al piloto.

- Gradius Arc: Legend of the Silver Wings (2010 - Móvil): Un videojuego de combate táctico que permite al jugador personalizar su modelo de Vic Viper para luego enviarlo al frente de batalla.

- Salamander III (2025 - Switch, PS5, XSeries X):

### Saga Parodius
La saga Parodius es una serie de videojuegos Shoot'em up que parodia a Gradius y otros juegos clásicos de Konami, presenta una forma de juego muy similar pero con personajes y situaciones más cómicas y alocadas. Vic Viper también tiene un rol central en esta saga, aparece de forma muy similar, aunque con aspecto más diminuto y caricaturizado. Aquí además la navecita tiene vida propia y no lleva piloto. 
- Parodius (1988 - MSX): Vic Viper es uno de los guerreros espaciales seleccionables. Mantiene todos sus ataques clásicos de la saga Gradius. La historia del juego cuenta que este es en realidad el Vic Viper BP-456X, que luchó junto a James Burton en el videojuego Gradius original, pero tras ser reemplazado por un modelo mejorado llamado Metalion (En Nemesis 2), este se jubiló y decidió unirse al grupo de guerreros de Parodius para volver a combatir por el espacio en memoria de los viejos tiempos. Además de su barra de poderes, ahora la nave tiene la habilidad Bellpower que le permite usar ataques especiales al tocar campanas, esta nueva característica se mantendrá durante toda la serie.

- Parodius Da! (1990 - Arcade, Multiplataforma): Vic Viper es uno de los guerreros espaciales seleccionables. Tiene sus ataques clásicos como Laser, Option y Double. La versión de Game Boy revela que en este juego Vic Viper tiene ya 53 años de edad.

- Gokujou Parodius (1994 - Arcade, SNES): Vic Viper es uno de los guerreros espaciales seleccionables. Si el segundo jugador inicia la partida, en su reemplazo aparece Lord British.

- Jikkyou Oshaberi Parodius (1995 - SNES, Saturn, PS1, PSP): Vic Viper es uno de los guerreros espaciales seleccionables. También aparece Lord British como compañero. Mantiene sus ataques clásicos y ahora tiene el escudo Force Field.

- Sexy Parodius (1996 - Arcade, Saturn, PSone, PSP): Vic Viper es uno de los guerreros espaciales seleccionables. También aparece Lord British como compañero. Mantiene sus ataques del juego anterior. Según el manual del juego, Vic Viper lleva una vida humilde como vendedor de Tayoaki, pero todavía continúa obsesionado con el pasado y con recuperar la gloria de sus viejos días.

### Saga Konami Wai Wai
La saga Konami Wai Wai es una serie de crossovers en donde los personajes estrella de Konami se reúnen. 
- Konami Wai Wai World (1988 - Famicom, móvil): Este es un juego de plataformas protagonizado por 8 héroes de Konami. En el último nivel, la forma de juego cambia por un Shoot'em Up de desplazamiento vertical en donde el jugador puede escoger a Vic Viper o a Twinbee como nave. Vic Viper aquí tiene una apariencia y un sistema de Power-Up similar al del juego Salamander original.

- Wai Wai World 2: SOS!! Paseri Jou (1991 - Famicom): El Nivel 8 es una recreación sumamente fiel del clásico juego Gradius en donde el primer jugador controla al Vic Viper y un segundo jugador puede manejar a Metalion. Tiene su barra de Power-Up clásica y un aspecto más diminuto similar al de Parodius. Un detalle cómico es que si se coloca a la nave muy cerca del suelo, a esta le salen pies y comienza a correr.

- Wai Wai Bingo (1993 - Arcade): Juego de Bingo para Arcade presentada por los personajes de Konami, Incluyendo a Vic Viper.

- Konami Krazy Racers (2001 - GBA): Este es un juego de carreras de karting en donde Vic Viper aparece como un personaje secreto, seleccionable tras ser desbloqueado. Es el vehículo más veloz de todo el juego y el único que no tiene conductor, su aspecto es similar al de la serie Parodius.

- Konami Wai Wai Sokoban (2006 - Móvil): Un juego de Sokoban para móviles protagonizado por los personajes de Konami. Vic Viper es uno de los personajes controlables.

### En otros videojuegos
Apariciones importantes de Vic Viper en otras sagas de Konami: 
- Speed King NEO KOBE 2045 (1996 - PlayStation): Videojuego de carreras futuristas en donde se puede desbloquear al Vic Viper como un vehículo secreto, que resulta ser el más rápido del juego.

- Zone of the Enders: The 2nd Runner (2003 - PS2): Vic Viper es un mecha humanoide (LEV) piloteado por Leo Stenbuck, que aparece como un jefe y se enfrenta al LEV del protagonista. Vic Viper, también llamado V2, es el único LEV que además puede transformarse en una nave (modo fighter). Posteriormente en la historia, Stenbuck desiste de su ataque al descubrir que el protagonista no tiene malas intenciones y se une al equipo. Vic Viper se vuelve controlable en el "modo versus". En este videojuego además hay un modo de juego desbloqueable llamado "Zoradius" en donde el jugador controla al Vic Viper en modo nave y atraviesa un nivel que se asemeja a una versión en 3D del clásico juego Gradius.

- Airforce Delta Strike (2004 - PS2): Juego de combate aéreo en donde se puede desbloquear al Vic Viper de Gradius como una nave oculta. El Vic Viper se puede comprar una vez que se haya completado el juego por primera vez.

- Otomedius (2007 - Arcade, Xbox 360): En este Shoot'em Up, la heroína y protagonista Aoba Anoa presenta un diseño y un uniforme de batalla inspirados en la clásica nave de Gradius. Aoba combate utilizando una Riding Viper (vehículo aéreo similar a una moto) que se llama Vic Viper. Tiene la barra de poderes clásica de Gradius con sus ataques más conocidos además de un nuevo Power-Up llamado "D-Burst". La nave Vic Viper clásica hace un pequeño cameo al finalizar el juego con Aoba Anoa.

- Otomedius X: Excellent (2011 - Xbox 360): En este juego regresa Aoba Anoa y su Vic Viper como personajes seleccionables. Se ha añadido un nuevo Power-Up que permite realizar un ataque especial de misiles. También se puede desbloquear un traje alternativo llamado "T-301", basado en la nave de Gradius V.

- Busou Shinki: Battle Masters Mk. 2 (2011 - PSP): Entre los modelos de guerreras MMS se agregan Vervietta, que utiliza un Vic Viper azul, y Lirbiete, que utiliza un Vic Viper rojo. Ambas aparecen como contenido descargable.

- Monster Retsuden ORECA BATTLE (2012 - Arcade): Un Arcade japonés de batalla de monstruos estilo RPG, en donde el jugador introduce trading-cards de monstruos para hacerlos pelear. Uno de los monstruos incluidos es el Space-Time Dragon Vic Viper, este es un enorme dragón blanco que tiene la forma de la nave Vic Viper y la clásica música de Gradius 1 de fondo.

- Super Bomberman R (2017 - Switch): Vic Viper Bomber es uno de los Bomberman seleccionables.

- Pixel Puzzle Collection (2018 - iOS, Android):

- Super Bomberman R Online (2020 - Stadia, PS4, Xbox One, Switch, Steam): Vic Viper Bomber es uno de los Bomberman seleccionables.

- Contra: Return (2021 - iOS, Android): Vic Viper aparece como un socio desbloqueable.

- Super Bomberman R 2 (2023 - Switch): Vic Viper Bomber es uno de los Bomberman seleccionables.

- Contra: Operation Galuga (2024 - Steam, Xbox One, Xbox Series, PS4, PS5, Nintendo Switch): En el Overload en el Nivel 2 H, Vic Viper es convocado como opciones en miniatura.

### Apariciones menores
Pequeñas apariciones y cameos de Vic Viper en videojuegos: 
- The Goonies (1986 - Famicom, FDS): En el nivel 4, se puede hacer un truco para que aparezca volando el Vic Viper, el cual es un ítem que se puede tocar para ganar 1000 puntos.

- Doremikko (1987 - Famicom): Videojuego musical en donde aparece un sprite del Vic Viper adornando una de las cajitas. También se puede encontrar la música clásica de Gradius.

- Blades of Steel (1988 - NES): En los entretiempos de este juego, aparece un minijuego de Gradius en donde se puede controlar al Vic Viper brevemente en un combate contra Big Core.

- The Legend of the Mystical Ninja (1991 - SNES): En el nivel del parque de diversiones se puede acceder a un minijuego que recrea el primer nivel del videojuego Gradius original y en donde el jugador controla a Vic Viper con su clásica barra de Power-Ups.

- Tokimeki Memorial (1994 - TurboGrafx-CD): En este videojuego se puede acceder a un minijuego Shoot'em Up titulado "Force Gear" en donde algunos Vic Vipers aparecen como naves aliadas al inicio pero pronto son destruidos.

- Animaniacs (1994 - Genesis): En el nivel del espacio (Nivel 2: Space Trucking) cerca del inicio aparece la nave Vic Viper como una plataforma sobre la que los personajes pueden pararse. Cuando se suben, la nave comienza a volar y los transporta a otro lugar del nivel.

- Twinbee PARADISE in Donburishima (1998 - PC):

- Mitsumete Knight R: Daibouken-hen (1999 - PlayStation): Al iniciar el juego por segunda vez ("Nuevo Juego +"), en el PrintStation del primer pueblo el fondo cambia mostrando a numerosos personajes de Konami, incluyendo a Vic Viper.

- BeatMania IIDX (serie) (1999 / 2010 - Arcade): Serie de juegos musicales en donde se encuentra el tema "Gradiusic Cyber" por Taka. En el video aparecen animaciones por computadora del Vic Viper. Este tema musical se ha mantenido en todos los Arcades de la serie, a partir del primero.

- Tokimeki Memorial 3: Yakusoku no Ano Basho de (2001 - PS2): En este juego se puede obtener un modelo a escala del Vic Viper como un ítem para decorar la habitación.

- DDRMAX2 Dance Dance Revolution 7thMix (2002 - Arcade): Juego musical que incluye el tema "Burning Heat! (3 Option Mix)" de Mr.T, en donde aparecen imágenes y animaciones del Vic Viper como parte del fondo.

- AirForce Delta Storm (2002 - Xbox): En el juego se encuentra una poderosa aeronave secreta llamada "XF-0002 Phosphorus", cuyo diseño está basado en el Vic Viper. Si el jugador la escoge, comenzará a sonar la música de Gradius durante la misión.

- Yu-Gi-Oh! Reshef of Destruction (2003 - GBA): La carta intercambiable "Gradius" en donde aparece Vic Viper, en este juego es utilizada por el personaje Duke Devlin.

- Pop'n Music 11 (2004 - Arcade): Juego musical que incluye el tema "GRADIUS -FULL SPEED-" de Mr.T, este es un remix de varias músicas del juego Gradius. El sprite clásico de NES de Vic Viper aparece como personaje animado.

- Yu-Gi-Oh! Nightmare Troubadour (2005 - Nintendo DS): La carta intercambiable "Gradius" en donde aparece Vic Viper, se encuentra en este juego dentro del pack "Legendary History".

- Yu-Gi-Oh! Online (2005 - PC): La carta intercambiable "Gradius" se encuentra en este juego dentro del "Pack 18".

- Yu-Gi-Oh! Ultimate Masters: World Championship 2006 (2006 - GBA): La carta intercambiable "Gradius" se encuentra en este juego dentro de los packs "Pharaoh's Servant", "Machine Collection A"y "All Normal Monsters".

- Castlevania: Portrait of Ruin (2006 - Nintendo DS): Vic Viper es un ítem especial que se obtiene al completar el juego con Nivel 50. La nave aparece con su sprite clásico de NES.

- Elebits (2006 - Wii): En el escenario del parque de diversiones hay una atracción con naves espaciales en donde aparece el Vic Viper.

- Pop'n Music 14 FEVER! (2006, Arcade): Juego musical que contiene el tema "A Shoting Star" de Motoaki Furukawa, el cual es un remix de la música de Gradius II. En el logo del tema aparece el sprite del Vic Viper con un dragón de fuego.

- Guitar Freaks V3, Guitar Freaks V4, DrumMania V3 & Drummania V4: Rock×Rock (2006, 2007 - PS2, Arcade): Juegos musicales que contienen el tema "Tabidachi" de Motoaki Furukawa. El video presenta animaciones 3D del Vic Viper.

- Dance Dance Revolution SuperNOVA 2 (2007 - Arcade): En este juego se puede desbloquear al Vic Viper como una de las flechas especiales para personalizar el juego. Desaparece en DDR X2.

- Contra 4 (2007 - Nintendo DS): Una de las armas secretas del juego permite disparar pequeños cohetes con la forma del Vic Viper. Esta se consigue solamente en el modo "Challenge".

- Castlevania: Order of Ecclesia (2008 - Nintendo DS): Vic Viper es un ítem coleccionable que aparece en el nivel Somnus Reef.

- WarioWare D.I.Y. (2009 - NDS, Wii): Uno de los microjuegos tiene al Vic Viper como protagonista, disparando balas a los enemigos.

- Tokimeki Memorial 4 (2009 - PSP): En el minijuego de RPG, si se juega con el personaje secreto Rui Nanakawa, esta hace un ataque especial en el que invoca al Vic Viper para que destruya al enemigo.

- Dance Dance Revolution X (2010 - Arcade): Juego musical que incluye los temas "Saber Wings" y "SABER WING (AKIRA ISHIHARA Headshot mix)", ambas de TAG. En los videos aparecen animaciones por computadora del Vic Viper.

- Castlevania: Harmony of Despair (2010 - Xbox 360, PS3): Vic Viper es un ítem secreto que aparece en el Nivel 5.

- Scribblenauts (2011 - NDS): Únicamente en la versión japonesa, que fue localizada por Konami, el jugador puede llamar al Vic Viper para que este venga a asistirlo.

- Frontier Gate (2011 - PSP): Un RPG en donde aparece como contenido descargable un arma con la forma del Vic Viper. Esta tiene la capacidad de disparar rayos láser.

- Yu-Gi-Oh Duel Links (2016 - iOS, Android)

- RIVE (2016 - PC, PS4, Switch): En el Nivel 6, aparece un Vic Viper en llamas en el fondo en una escena que parodia los dos volcanes del primer nivel de Gradius.

- Tokimeki Idol (2018 - iOS, Android): En el tema "GRADIUS -Four Suite for Two Pianos-" aparece el Vic Viper como imagen de fondo. Como parte de un evento especial, se incluyó un atuendo basado en el Vic Viper para vestir a las chicas protagonistas.

## Apariciones en otros medios

### Manga
- Gradius: Michi Tono Tatakai (1986 - Game Book): Un manga individual de ciencia ficción basado en el juego Gradius en donde aparece un extraño modelo de la nave Vic Viper.

- Shape of Happiness (1986 - Manga): El primer juego de Gradius se basa en el capítulo 4, donde Vic Viper aparece como estilo caricaturesco.

- Famicom Cap (1986/1987 - Manga): Aparece Vic Viper en el capítulo 5 del manga.

- Famicom Wolf (1986/1987 - Manga): Aparece Vic Viper en el capítulo 6 del manga.

- Warera Hobby's Famicom Seminar (1988/1991): Vic Viper aparece como cameo en el capítulo 6 del manga.

- Rock 'n Game Boy (1989/1991 - Manga): En el capítulo 3 del manga se basa en el juego de Game Boy, donde aparece Vic Viper (conocido como Vic Viper BP-456Y), es piloteado por Hajime deben combatir contra la organización maligna de BUG.

- Famicom 4koma Manga Kingdom (1991 - Manga): En el segundo tomo, y capítulo 21 Moai will not Lose!, Vic Viper aparece junto con Moai y Tentacle en el primer juego.

- High Score Girl (2013 - Manga): Vic Viper aparece como cameo en el capítulo 9 del manga.

- Zircon 4Koma (2025 - Manga): Vic Viper aparece como cameo en el capítulo 1 del 4-koma.

### Anime
- Salamander (1988 - Ova de 3 episodios): Una miniserie de ciencia ficción para video que se basa en la historia de los juegos Gradius y Salamander. En esta historia los pilotos protagonistas combaten a los enemigos Bacterion utilizando naves Vic Viper y Lord British.

- Sky Girls (2007, 2008 - TV Anime de 26 episodios): Serie para televisión en donde Zin Hizaki, uno de los personajes secundarios, pilotea un avión caza llamado Vic Viper, que tiene el mismo diseño y muchos de los ataques de la nave de Gradius. A lo largo de la serie también se ven otros pilotos que manejan Vic Vipers de colores distintos.

- High Score Girl (2018 - ?): En el tercer capítulo, Vic Viper aparece como cameo junto con Opa-Opa de Fantasy Zone y Bubby de Rainbow Islands.

### Franquicia Yu-Gi-Oh!
En el juego de cartas intercambiables Yu-Gi-Oh! de Konami, Vic Viper tiene su propia carta en la que aparece como un monstruo normal del tipo máquina. En las versiones occidentales fue renombrado erróneamente como Gradius. También se encuentran cartas especiales que representan a los Power-Ups del Vic Viper, estos son Cyclon Laser, Opción de Gradius y Cápsula De Poder. También hay un nuevo Power-Up para Vic Viper exclusivo de Yu-Gi-Oh! llamado Nivelador de materia.
En el anime de Yu-Gi-Oh! también se llega a utilizar esta carta; primero en el episodio 47, en donde Duke Devlin la utiliza en la pelea contra Joey Wheeler y también en el episodio en donde Noah Kaiba la utiliza en contra de Seto Kaiba. 

### Máquinas de entrerenimiento
Vic Viper aparece en las máquinas Pachislot y Pachinko basadas en Gradius y Parodius:
- Piccadilly Gradius (1989, Redemption)
- CR Gokujō Parodius! (2006, Pachinko)
- Gokuraku Parodius (2010, Pachislot)
- Gokuraku Parodius A (2010, Pachislot)
- Gradius: The Slot (2011, Pachislot)

## Curiosidades
- El nombre de "Vic Viper" proviene de una mala pronunciación japonesa de la palabra en inglés "Big Viper" que significa "gran víbora". Esto se debe a que la nave, cuando tiene todas sus Options, se asemeja a una serpiente. Su parte frontal doble son los colmillos y sus Options forman una cola. En el manual de Gradius V se establece que la palabra "Vic" proviene de un modelo anterior llamado "Victory Viper".

- Konami llegó a desarrollar un videojuego de carreras futurista llamado Vic Viper, para Arcade, en donde la nave titular de Gradius aparecería como uno de los vehículos competidores. Sin embargo este proyecto fue cancelado.

- Vic Viper es el primer personaje de videojuegos en utilizar el código Konami. Este secreto apareció por primera vez en el Gradius original y se ha mantenido a lo largo de la serie. Al aplicarlo, Vic Viper instantáneamente adquiere todos los Power-Ups sin la necesidad de juntar cápsulas.

- En el anime TwinBee and WinBee's 1/8 Panic (OVA de 1994), en una escena aparece entre el jurado un extraño sujeto vistiendo un disfraz de Vic Viper.

- En la serie de anime La Blue Girl, hay una escena en donde se ve a la protagonista jugando a Gradius y se muestra la lucha entre el Vic Viper y Big Core.

- En el episodio 34 del anime Samurai Pizza Cats titulado ¡El plan para la victoria segura! Qué fuerte es clan Karakara, en la esquina superior izquierda de la pantalla, se encuentra unos imagenes de Vic Viper de Gradius y  Tako de Parodius Da!, cuando Speedy Ceviche y Guildo Anchoa esten dormidos.

- En la serie de anime Hayate the Combat Butler, en un episodio se puede ver en el fondo a un cuadro con la imagen del Vic Viper original.